# Сан Себастијан (Порторико)
Сан Себастијан (шп. San Sebastián) је општина у америчкој острвској територији Порторико, острвској држави Кариба.

## Демографија
По попису из 2010. године број становника је 42.430, што је 1.774 (-4,0%) становника мање него 2000. године.
| Група             | 2000.          | 2010.          |
| Белци             | 186 (0,4%)     | 229 (0,5%)     |
| Афроамериканци    | 672 (1,5%)     | 1.286 (3,0%)   |
| Азијати           | 36 (0,1%)      | 29 (0,1%)      |
| Хиспаноамериканци | 43.981 (99,5%) | 42.144 (99,3%) |
| Укупно            | 44.204         | 42.430         |